# I. Gozelon alsó-lotaringiai herceg
I. Gozelon (967 k. – 1044. április 19.) középkori nemesúr, a Német-római Birodalomhoz tartozó Lotaringiai Hercegség ura, Antwerpen őrgrófja. (Egyik) lakhelye Bouillon vára volt.

## Élete
Apja Gottfried, Verdun és Hainaut grófja, anya Szász Matilda. A "Gesta Episcoporum Virdunensium" megnevezi Godfrey és Matilda gyermekeit: "Adalberonem…episcopum, Fredericum et Herimannum comites, Godefridum atque Gozelonem" és megjegyzi, hogy Godfrey és Gozelon később hercegi címet viseltek.
Kb. 1008-tól az Antwerpen őrgrófja címet viseli. Gozelon őrgróf és bátyja, II. Gottfried Adabold utrechti püspökkel együtt szerepelnek egy 1023 előttre datált oklevélben.
1023-ban bátyja halála után örökölte az alsó-lotaringia hercege címet, mint I. Gozelon. II. Konrád német király 1024-es megválasztásakor "Gozilo a ripuárok hercege" címen említették (a ripuárok egy frank törzs volt, akik a Rajna középső folyása mentén éltek).
1033-ban III. Frigyes halála után II. Konrád kinevezte Felső-Lotaringia hercegévé is, vagyis személyével (ha rövid időre is) egyesült a lotaringiai hercegség. 1038-40 körül még fiával, Godfrey-vel aláírtak egy birtokadományozási szerződést. 1044-ben, feltehetően április 19-én halt meg.

## Családja és leszármazottai
Felesége neve vagy származása nem ismert, de a házasságból hat gyermek született.
- Godfrey (1000/1015 - 1069. december 30., Verdun). Herimannus beszámol arról, hogy "Gotefridus alter filius eius [=Gozzilo dux Lotharingorum]" nem kapta meg apja halála után Alsó-Lotaringiát.[9]  Születésének éve nem ismert, a becsült dátumot apja becsült születési éve és húga, Regelindis élete alapján (akinek legidősebb fia 1035 előtt született) határozták meg. Mivel tevékenységéről semmilyen információ nem maradt fenn 1040 előtt, feltételezhető, hogy a becsült időszak vége felé született. 1044-ben apja halála után örökölte a felső-lotaringiai hercegi címet, de csak 1065-ben, IV. Henrik német-római császár közbenjárására kapta meg Alsó-Lotaringia hercegségét.
- Mathilde (? - 1060. július 17.). Az "Annales Weissemburgenses" jegyezte fel a nevét ("Mathildam, Gozelini ducis filiam") és ugyanez a forrás adja meg, hogy férje meggyilkolta 1060-ban.[10] Bár elsődleges forrás nem áll rendelkezésre első házasságáról, de a "Monumenta Epternacensia" megemlíti "Heinricus"-t, mint "Mathilde Gozelonis ducis filia" második férjét.[11] Első férje feltehetően Sigebodo, Richwin Saintois grófjának és Mathildének fia. Második férje Henrik lotaringiai alkirály (Pfalzgraf), akit elmebetegsége miatt kolostorba zártak, de elszökött és megölte feleségét. 1060. július 26-án az echternachi apátságban halt meg.
- Gozelon (? - 1046. május 22. előtt) "Herimannus" krónikája jegyzi fel nevét, amikor apja halála után megkapta a hercegi címet ("Gozziloni filius Gozzilo dux Lotharingorum").[12] Apja 1044-es halála után III. Henrik német-római császár Alsó-Lotaringia hercegévé nevezte ki, míg bátyja Felső-Lotaringia hercege lett. Hermannus Contractus (Hermann von Reichenau) korabeli krónikás feljegyezte, hogy "lusta" ("ignavus"). Luxemburgi Frigyes 1046-ban elkergette Alsó-Lotaringiából, amit az "Annales Altahenses" is feljegyzett, amikor Frigyes hivatalosan megkapta III. Henriktől a hercegi címet.[13]
- Frederic (? - Firenze, 1058. március 29.) Frigyes, örökölhető cím híján, papi pályára lépett, a "Gesta Epsicoporum Virdunensium" 1051-ben feljegyzi, mint liège-i Szent Lambert templom főesperesét.[14] 1057-ben már a Monte Cassino-i apátság főapátja és bíboros. 1057. augusztus 2-án IX. István néven pápává választották.[15]
- Uda (? - ?. október 23.) A "Vita Sanctæ Gudilæ" jegyzi fel nevét ("Oda…Gozelonis ducis filia"), mint Lambert gróf feleségéét egy 1047-re datált bejegyzésben.[16] A "Genealogica ex Stirpe Sancti Arnulfi" is felsorolja Gozelon gyermekei között ("Godefridum ducem, Odam et Regelindam").[17] Férje II. Lambert leuveni gróf (? - 1062. szeptember 21. után), I. Lambert gróf és felesége, Gerberge alsó-lotaringiai hercegnő fia.
- Regelindis (kb. 1010-1015 - 1067 után) A "Fundatio ecclesiæ Sancti  Albani Namurcensis" úgy utal "comes Albertus secundus"  feleségére, mint Gozelon herceg lányára ("Gothelonis ducis filia"), de a nevet nem adja meg.[18] A "Chronicon Hanoniense" megnevezi "Gosseclone ducis Lotaringie…[filia] Raelendem"-et, mint "Alberto comiti" feleségét. Férje II. Albert namuri gróf (? - 1063/64), I. Albert és Ermengarde fia. Regelindis születési idejére onnan lehet következtetni, hogy legidősebb fia 1035 előtt született.